# Asura

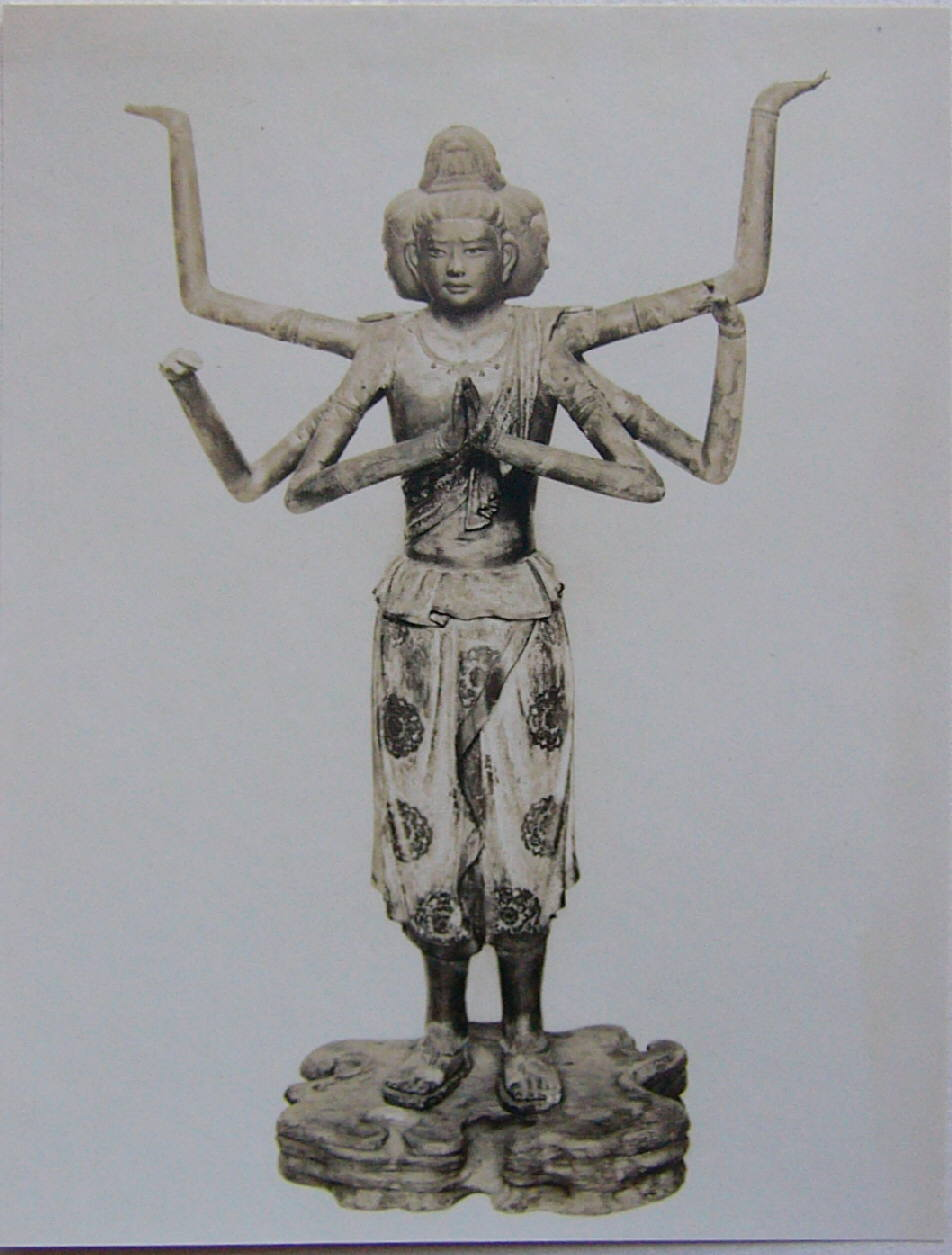
Asura

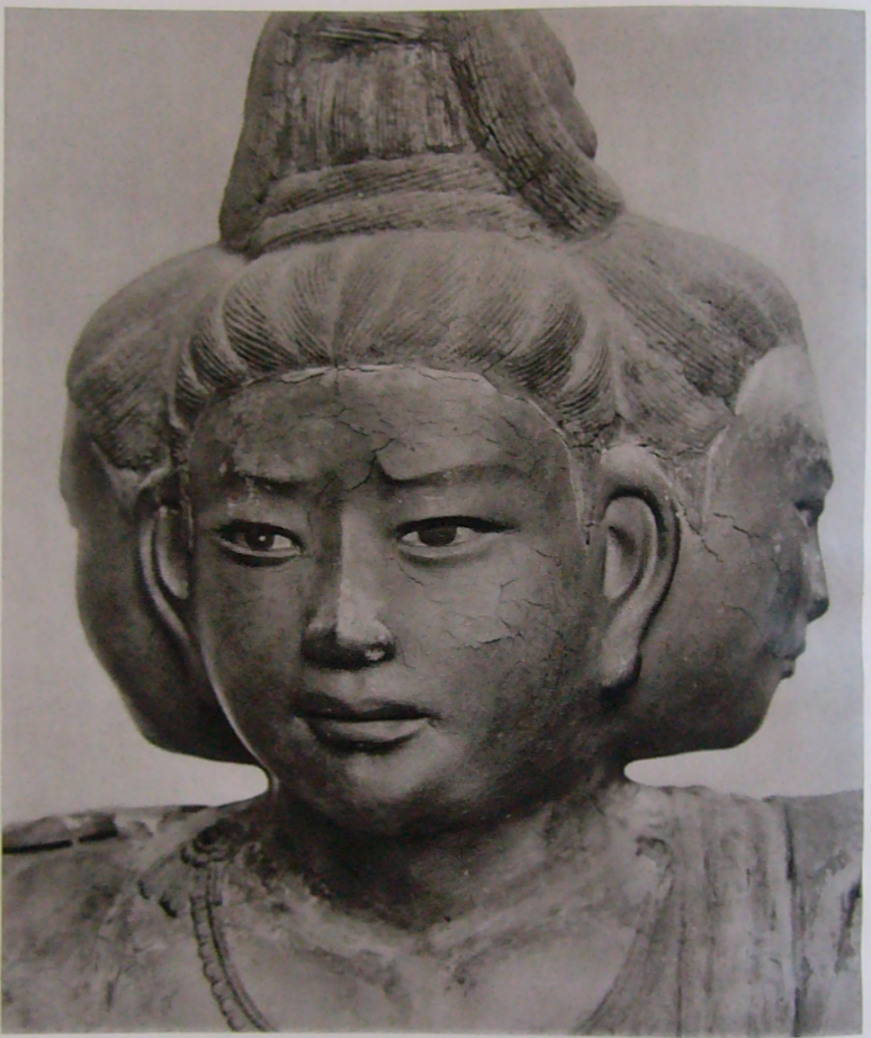
Asura – detal

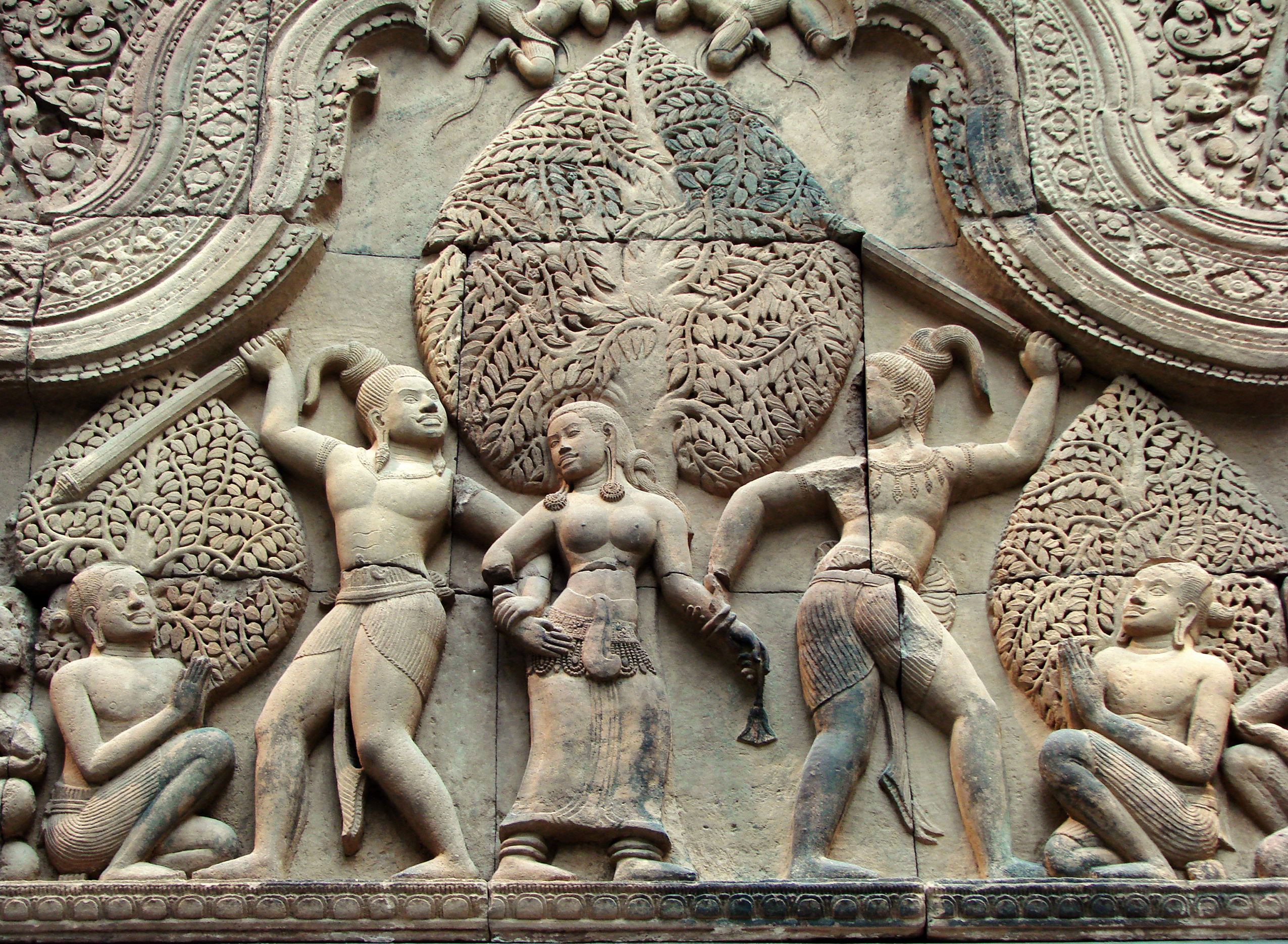
Asury biją się o apsarę

Asura (także: assura, asaura, aszura; san. asu – „oddech Pradźapati” lub as – „być”) – potężne i złe istoty występujące w hinduizmie i buddyzmie, przeciwnicy dewów.

## Pochodzenie terminu
Termin asura odnosi się do osoby „poszukującej mocy” lub „spragnionej mocy”. Praindoeuropejski trzon „As” oznaczał istotę obdarzoną mocą (w mitologii nordyckiej asami byli bogowie tacy jak Odyn, Thor i Tyr). Powiązany jest także z awestyjskim terminem ahura – dobry bóg – "boska mądrość" (patrz – Ormuzd = Ahura Mazda), jest to ślad istnienia niegdyś wspólnoty indoirańskiej.

## Analogie
Asurowie przypominają greckich tytanów, błędnie opisywani jako zwykłe demony lub niearyjskie ludy Indii (anarya).
Porównywani są czasem do chrześcijańskich upadłych aniołów, ponieważ są także bytami duchowymi, o mocy mniejszej niż boska, ale większej niż moc ludzi. Według tej hipotezy część z nich wcielona jest w ludzi, a część pozostała w formie czysto duchowej, jako demoniczne istoty.

## Zaratusztrianizm
W języku awestyjskim słowo ahura (odpowiednik indyjskiego asura) oznacza boga (np. irański Mitra czy Ahura Mazda), a demona określano terminem daeva.
W zaratusztrianizmie to dewy byli źli, natomiast asurowie byli dobrymi bóstwami.

## Hinduizm
W mitologii indyjskiej asurowie ewoluowali z pozycji dobrych duchów/bogów (Waruna jest asurem, a także Bhaga, Mitra i Wrytra), do pozycji złych, lecz wciąż obdarzonych boskim potencjałem istot.
W najstarszych częściach Rygwedy wciąż opisywani są jako potężne duchy, przedstawiani obok dobrych bogów – dewów (np. Waju, boga wiatru, lub Indry).
Asurowie i dewowie prawdopodobnie byli kiedyś równorzędną klasą bóstw, a podział ról na złych i dobrych pojawił się dopiero w epoce wedyjskiej. Pochodzili oryginalnie od Pradźapatiego i Kaśjapy, jednak asurowie świadomie wybrali zło.

## Buddyzm
Asurowie pojawiają się także w buddyzmie, wciąż jako istoty nadprzyrodzone. Termin ten w buddyzmie ma też drugie znaczenie i obejmuje wówczas dowolnego mieszkańca sfer samsary, w tym ludzi.
W buddyzmie wyróżnia się „trzydzieści jeden światów istnienia” – czwartym z nich licząc od najniższego (w pali niraya – Piekła) jest asuraloka – Świat Asurów. Świat ten należy do „nieszczęśliwych miejsc przeznaczenia” (pali – apaya). Asurami rodzą się ci, którzy popełnili „dziesięć niechwalebnych czynów”. Jednym z bardziej znanych w buddyzmie asurów jest Alavaka, którego pokonał Budda Śakjamuni (było to jedno z jego ośmiu zwycięstw).